# Paul-Georges Willigens
Paul-Georges Willigens, francoski general, * 1881, † 1942.